# Cayo Javoleno Calvino
Cayo o Gayo Javoleno Calvino  fue un senador del siglo II, cuyo cursus honorum se desarrolló bajo los imperios de Adriano y Antonino Pío.

## Origen y familia
De origen itálico, muy posiblemente de Tusculum (Túsculo, Italia) en Campania, su nombre completo fue Cayo Javoleno Calvino Geminio Capitón Cornelio Polio Esquila Quinto Vulcacio Escupidio Vero, lo que, según Alföldy, parece indicar adopción por parte del importante jurista Lucio Javoleno Prisco.

## Carrera
Su cursus honorum y su propia figura nos es conocida a través de una sola inscripción de Grottaferrata, que se desarrolla de la siguiente forma:

C(aio) Iavoleno Calvino 
Geminio Kapitoni 

Cornelio Pollioni 

Squillae Q(uinto) Vulkacio 4

Scuppidio Vero co(n)s(uli)

proco(n)s(uli) prov(inciae) Baetic(ae) leg(ato) Aug(usti)

pro pr(aetore) prov(inciae) Lusitan(iae) leg(ato) leg(ionis) III 

Gallic(ae) pr(aetori) cand(idato) divi Hadriani 8

trib(uno) pl(ebis) cand(idato) q(uaestori) prov(inciae) Afric(ae) trib(uno) 

mil(itum) leg(ionis) V Mac(edonicae) Xvir(o) stlitibus iud(icandis)

La inscripción proporciona su carrera en orden inverso, de manera que su vida pública empezó como uno de los jueces de los X viri Stlitibus Iudicandis, dentro del vigintivirato, para ser enviado inmediatamente después como tribuno laticlavio a la Legio V Macedonica con base en Troesmis en Mesia Inferior. La primera magistratura que desempeñó fue la de cuestor, siendo destinado a la provincia romana de África, donde, tal vez, llamó la atención del emperador Adriano en su visita a esta provincia de 128, ya que fue candidato, esto es, patrocinado por el emperador, para ser sucesivamente tribuno de la plebe y pretor en Roma.
El siguiente puesto que se le asignó fue el de legado de la Legio III Gallica en su base de Ráfana (Jordania) hacia 138. después, Antonino Pío lo designó como gobernador de la provincia Lusitania e inmediatamente después fue elegido procónsul de la provincia Bética. Su carrera culminó como consul suffectus en algún momento entre 140 y 143.